# Cudillero
Cudillero (asturian Cuideiru) là một đô thị trong cộng đồng tự trị của Công quốc Asturias, Tây Ban Nha.

## Nhân khẩu
|                                                                                            |
| Quelle: Instituto Nacional de Estadística de España - grafische Aufarbeitung für Wikipedia |